# Marshall-Lerner-Bedingung
Die Marshall-Lerner-Bedingung ist ein von Abba P. Lerner und Alfred Marshall entwickeltes wirtschaftstheoretisches Konzept, das die Wirkungsweise einer Wechselkurs-Änderung auf den Saldo der Leistungsbilanz mit Angebots- und Nachfrage-Elastizitäten erklärt. Wenn die Marshall-Lerner-Bedingung erfüllt ist, verbessert sich die Leistungsbilanz nach einer Abwertung der eigenen Währung über ihr Start-Saldo hinaus (also positiviert). Dieser Effekt wird als Normalreaktion der Leistungsbilanz bezeichnet. Der hierbei verwendete Ansatz wird auch als Elastizitätenansatz bezeichnet.

## Mit der Marshall-Lerner-Bedingung zusammenhängende Konzepte
Kommt es nach einer Abwertung zunächst zu einer Verschlechterung der Leistungsbilanz (Negativieren) und erst verzögert zu seiner Verbesserung, wird von einem J-Kurven-Effekt gesprochen. Bei diesem Prozess muss der Preis- und der Mengeneffekt der Abwertung unterschieden werden. Im J-Kurven-Effekt tritt der Mengeneffekt aus verschiedenen Gründen (z. B. Informationslücke, langfristige Verträge) später ein.
1937 veröffentlichte Joan Robinson die allgemeinere Bedingung: die Robinson-Bedingung. Sie betrifft denselben Sachverhalt wie die Marshall-Lerner-Bedingung, arbeitet aber mit weniger Annahmen.

## Theoretische Herleitung
Bei der Anwendung der Marshall-Lerner-Bedingung müssen folgende Voraussetzungen gegeben sein: Der Außenbeitrag muss in der Ausgangssituation Null betragen und die Angebotselastizitäten auf beiden Märkten gegen unendlich laufen. Falls die Summe der zum Betrag genommen Nachfrageelastizitäten unter diesen Voraussetzungen größer als Eins ist, kommt es bei einer Abwertung der heimischen Währung zu einer Erhöhung des Außenbeitrags(= Normalreaktion der Leistungsbilanz).
Ausgangspunkt der Marshall-Lerner-Bedingung ist die Robinson-Bedingung: {\displaystyle {\frac {\eta _{Ex}(1+\varepsilon _{Ex})}{\varepsilon _{Ex}+\eta _{Ex}}}>{\frac {\varepsilon _{Im}(1-\eta _{Im})}{\varepsilon _{Im}+\eta _{Im}}}}
Hierbei seien {\displaystyle \eta _{Ex}} und {\displaystyle \eta _{Im}} die Nachfrageelastizitäten bei Ex- bzw. Import sowie {\displaystyle \varepsilon _{Ex}} und {\displaystyle \varepsilon _{Im}} die Angebotselastizitäten bei Ex- bzw. Import.
Wird der linke Term um {\displaystyle {\frac {1}{\varepsilon _{Ex}}}} und der rechte Term um {\displaystyle {\frac {1}{\varepsilon _{Im}}}} erweitert, so ergibt sich: {\displaystyle {\frac {\eta _{Ex}+{\frac {\eta _{Ex}}{\varepsilon _{Ex}}}}{1+{\frac {\eta _{Ex}}{\varepsilon _{Ex}}}}}>{\frac {1-\eta _{Im}}{1+{\frac {\eta _{Im}}{\varepsilon _{Im}}}}}}
Unter den Annahmen einer unendlichen Exportangebotselastizität {\displaystyle \varepsilon _{Ex}\to \infty } und einer unendlichen Importangebotselastizität {\displaystyle \varepsilon _{Im}\to \infty } ergibt sich: {\displaystyle \eta _{Ex}>1-\eta _{Im}} oder {\displaystyle \eta _{Ex}+\eta _{Im}>1}

## Deutung
Bei hinreichend großen Nachfrageelastizitäten kommt es also zu einer Normalreaktion, das heißt eine Abwertung führt dann zu einer Verbesserung der Leistungsbilanz. Die inländischen Güter sind für die Ausländer billiger geworden und werden dadurch stärker nachgefragt; es findet eine Belebung des Exports bei gleichzeitiger Verringerung des Imports (ausländische Güter sind für Inländer teurer geworden) statt.
Eine Aufwertung führt zur Verschlechterung der Leistungsbilanz. Es kommt zu einem Rückgang des Überschusses bzw. einer Erhöhung des Defizits, da inländische Güter für Ausländer teurer geworden sind und ausländische Güter für Inländer billiger.
Damit die beiden Bedingungen bezüglich der Angebotselastizitäten erfüllt sind, muss das untersuchte Land prinzipiell eine große Volkswirtschaft sein; denn nur, wenn es groß genug ist, kann es auf dem Exportgütermarkt vollkommen flexibel reagieren und somit zusätzliche Exportgüter ohne Preiserhöhungen (mathematisch gekennzeichnet durch {\displaystyle \varepsilon _{Ex}\to \infty }) bereitstellen.
Andererseits muss die Wirtschaftskraft des Landes auch klein genug sein, um den Weltmarktpreis nicht selbst beeinflussen zu können – andernfalls wäre die Annahme eines vollkommen preiselastischen Importangebots ({\displaystyle \varepsilon _{Im}\to \infty }) nicht zutreffend.